# Oleg Lobov
Pour les articles homonymes, voir Lobov.
Oleg Ivanovitch Lobov (en russe : Олег Иванович Лобов), né le 7 septembre 1937 à Kiev et mort le 6 septembre 2018, est un homme d'État russe.

## Biographie
Né à Kiev, il est titulaire d'un doctorat en sciences techniques (Ph. D) et est diplômé de l'Institut des ingénieurs des transports ferroviaires de Rostov en 1960.
De 1960 à 1971, il travailla dans la chimie et la construction à Sverdlovsk. Il a occupé divers postes au sein du Parti communiste de Sverdlovsk (Union soviétique), où Boris Eltsine a fait carrière dans un parti politique, devenant le chef du parti régional. A ensuite travaillé dans la construction et est retourné au travail de fête en 1982.
Oleg Lobov a servi en tant premier vice-président du Conseil des ministres de la république socialiste fédérative soviétique de Russie du 19 avril au 15 novembre 1991 et a également été Président par intérim du Conseil des ministres - Gouvernement de la RSFS russe du 26 septembre au 6 novembre 1991, peu de temps avant la dissolution de l'Union soviétique.
Jusqu'au 17 mars 1997, Lobov a tenu diverses fonctions au sein des organes de l'État et du gouvernement russes. Son dernier poste était chef adjoint du gouvernement de la fédération de Russie. En octobre 2010, Lobov devient président de l'organisation non gouvernementale Association pour la coopération internationale et participe à diverses associations et syndicats liés à la construction.

## Distinctions
Oleg Lobov est membre entre autres de l'ordre de Lénine, de l'Insigne d'honneur et s'est vu décerner la Médaille pour le développement de la campagne des terres vierges et la Médaille Défenseur d'une Russie libre, médaille décernée aux citoyens qui ont défendu avec courage l'ordre constitutionnel durant le putsch de Moscou de 1991. Il a également reçu en 2000 le prix d'État de la fédération de Russie dans le domaine de la science et technologie.